# Suzanne Cesbron-Viseur
Suzanne Catherine Cesbron-Viseur (París, 24 de maig de 1879 - Seilhan, (Haute-Garonne) 23 d'agost de 1967), fou una cantatriu i professora de cant francesa.
Va estudiar amb Pauline Viardot, i el 1901, fou primer premi del Conservatori de París, debutant l'any següent (1902), corregent després amb èxit el teatre de la Moneda i Gran Teatre, ambdós de Brussel·les, i l'Òpera de Niça. Posseïa una escola excel·lent i una veu agradable i extensa. En el seu repertori i figuraven: Manon, Werther, Tannhäuser, Roi d'Is, Hamlet, La reine Fiamette, Tosca, Lohengrin, Guielides, i algunes obres més.